# Amarantine
Amarantine — альбом ирландской певицы Энии, выпущенный 22 ноября 2005 года. Он получил награду «Грэмми» в номинации «Лучший нью-эйдж альбом» в 2007 году.
Рома Райан объявила дату выпуска 23 сентября 2005 года на официальном форуме Энии. 11 ноября 2005 года альбом проник в интернет.

## Издания альбома

### Стандартная версия
Стандартная версия была выпущена в 2005 году. Она содержит один диск и 12 композиций, а также буклет с текстами песен.

### Amarantine Special Christmas Edition
Это издание состоит из двух дисков. Первый диск повторяет содержание стандартной версии. Второй диск содержит четыре новые рождественские песни: Adeste, Fideles, The Magic of the Night, We Wish You a Merry Christmas и Christmas Secrets. Также вложен стандартный буклет с текстами песен.

### Amarantine Deluxe Collector’s Edition
Это издание было выпущено ограниченным тиражом. Оно содержит стандартную версию Amarantine и второе издание книги Ромы Райан Water Shows The Hidden Heart. Также вложены три эксклюзивные фотографии. Все это упаковано в красную вельветовую коробку.

## Список композиций

### Стандартное издание
1. Less Than a Pearl — 3:44 *
2. Amarantine — 3:13
3. It’s in the Rain — 4:08
4. If I Could Be Where You Are — 4:01
5. The River Sings — 2:49 *
6. Long Long Journey — 3:17
7. Sumiregusa (Wild Violet) — 4:42
8. Someone Said Goodbye — 4:02
9. A Moment Lost — 3:08
10. Drifting — 4:12
11. Amid the Falling Snow — 3:38
12. Water Shows the Hidden Heart — 4:39 *

### Amarantine Special Christmas Edition

#### Диск 1
1. Less Than a Pearl — 3:44 *
2. Amarantine — 3:13
3. It’s in the Rain — 4:08
4. If I Could Be Where You Are — 4:01
5. The River Sings — 2:49 *
6. Long Long Journey — 3:17
7. Sumiregusa (Wild Violet) — 4:42
8. Someone Said Goodbye — 4:02
9. A Moment Lost — 3:08
10. Drifting — 4:12
11. Amid the Falling Snow — 3:38
12. Water Shows the Hidden Heart — 4:39

#### Диск 2
1. Adeste, Fideles
2. The Magic of the Night
3. We Wish You a Merry Christmas
4. Christmas Secrets

### Amarantine Deluxe Collector’s Edition
1. Less Than a Pearl — 3:44 *
2. Amarantine — 3:13
3. It’s in the Rain — 4:08
4. If I Could Be Where You Are — 4:01
5. The River Sings — 2:49 *
6. Long Long Journey — 3:17
7. Sumiregusa (Wild Violet) — 4:42
8. Someone Said Goodbye — 4:02
9. A Moment Lost — 3:08
10. Drifting — 4:12
11. Amid the Falling Snow — 3:38
12. Water Shows the Hidden Heart — 4:39 *

* Текст песни на локсианском языке, придуманном Ромой Райан, взят из её книги Water Shows The Hidden Heart.

## Производство
- Все инструменты и вокал: Эния
- Слова песен: Рома Райан, кроме Adeste, Fideles и We Wish You a Merry Christmas (слова народные).
- Аранжировка: Эния и Ники Райан
- Сведение: Эния и Ники Райан
- Записано в Aigle Studio
- Разработка: Ники Райан
- Мастеринг: Дик Битэм (360 Mastering, Лондон)
- Эксперт по цифровой технике и разработчик: Дэниел Поли
- Локсианский язык и шрифт: Рома Райан
- Все песни опубликованы EMI Music Publishing Ltd
- Фотографии: Саймон Фаулер
- Концептуальный дизайн обложки: Ники Райан и Эбони Райан
- Внутренний дизайн альбома: Эбони Райан и Рома Райан
- Внутренние иллюстрации: Рома Райан и Персия Райан
- Производство обложки: Intro

## Локсианский язык
Локсианский (англ. Loxian) — вымышленный язык, придуманный писателем и сочинителем текстов песен Ромой Райан. В новостных релизах он описывался как «сказочный язык с другой планеты». Локсианский язык использован в трёх песнях альбома. Также в декабре 2005 Рома Райан опубликовала книгу Water Shows The Hidden Heart, в которой используется этот язык.
Источником вдохновления для создания локсианского языка, видимо, послужил эльфийский язык, созданный Дж. Толкином. Эния пела несколько песен на языках Толкина для саундтрека к кинотрилогии Властелин Колец.

## Предварительный анонс
В сентябре 2004 года новая песня Энии «Sumiregusa (Wild Violet)» была выпущена в Японии как часть рекламной кампании фирмы Panasonic. (Реклама телевизоров и DVD-магнитофонов транслировалась на нескольких национальных телеканалах, способствуя продажам и Panasonic, и Энии.) После этого предварительного анонса Warner Music Japan пообещали, что следующий альбом Энии выйдет в ноябре 2004 года. 19 сентября 2004 года Эния заявила на своём сайте, что в ближайшее время никакого альбома не планируется. Песню «Sumiregusa» включили в альбом Amarantine.

## Чарты и продажи
| Страна         | Позиция в чарте | Статус (если есть) | Продажи    |
| -------------- | --------------- | ------------------ | ---------- |
| Австралия      | 13              | Платиновый         | 70,000+    |
| Австрия        | 4               |                    |            |
| Бельгия        | 1               | Платиновый         | 40,000+    |
| Венгрия        | 7               | Золотой            | 5,000+     |
| Бразилия       |                 | Золотой            | 50,000+    |
| Великобритания | 8               | Серебряный         | 350,000+   |
| Германия       | 3               | 3x Платиновый      | 600,000+   |
| Дания          | 7               | Золотой            | 15,000+    |
| Ирландия       | 15              | Платиновый         | 15,000+    |
| Испания        | 9               | Золотой            | 40,000+    |
| Италия         | 9               |                    |            |
| Канада         | 4               |                    |            |
| Мексика        |                 | Золотой            | 50,000+    |
| Нидерланды     | 5               | Платиновый         | 70,000+    |
| Новая Зеландия | 10              | Платиновый         | 15,000+    |
| Норвегия       | 13              |                    |            |
| Польша         |                 | Золотой            | 20,000+    |
| Португалия     | 5 (2 недели)    | Platinum           | 20,000+    |
| США            | 6               | Платиновый         | 1,000,000+ |
| Финляндия      | 22              |                    |            |
| Франция        | 5               | Платиновый         | 300,000+   |
| Чехия          | 4               |                    |            |
| Швейцария      | 3 (3 недели)    | 2x Платиновый      | 80,000+    |
| Швеция         | 4               | Золотой            | 20,000+    |
| Япония         | 1               | 2x Платиновый      | 500,000+   |

| Год  | Сингл                | Чарт                     | Позиция |
| ---- | -------------------- | ------------------------ | ------- |
| 2005 | Amarantine           | Adult Contemporary (США) | 12      |
| 2005 | Amarantine           | UK Singles Chart         | 53      |
| 2005 | Amarantine           | Oricon Weekly Single 100 | 71      |
| 2006 | Someone Said Goodbye | Adult Contemporary (США) | 29      |

## Награды
| Год  | Победитель | Номинация              |
| ---- | ---------- | ---------------------- |
| 2007 | Amarantine | Лучший нью-эйдж альбом |